# Ålholm Station
Ålholm Station er en S-togs-station på Ringbanen. Den går under Roskildevej ca. 300 meter øst for Ålholm Plads og åbnede den 8. januar 2005.
Anlæggelsen af stationen har betydet, at man har placeret en lysreguleret fodgængerovergang for passagerer, der skal krydse Roskildevej.
På forpladsens østlige ende er der overdækket cykelparkering – dels også aflåst. Nede på perronerne har man desuden bag overdækningerne opsat cykelholdere, hvor cyklerne står under et halvtag. Men i kraft af, at stationen er bygget under niveau i forhold til resten af området, så opstår der også læ med væggene bag.
Stationen har to trapper fra vejen og ned til hver perron: En kort trappe, der drejer og går ud til perronen. Derudover en lang og knap så stejl trappe med ramper, der fører ned til cykelparkeringen.
Stationen betjenes af linje 7A

## Galleri
- Stationsforpladsen på Roskildevej.
- Stationen set fra Roskildevej.
- Viadukten for Roskildevej.
- Perron for tog mod Ny Ellebjerg.
- Cykelstativer bag perronen.
- Linje F til Hellerup.

## Antal rejsende
Ifølge Østtællingen 2008 var udviklingen i antallet af dagligt afrejsende:
| År   | Antal |
| ---- | ----- |
| 2003 |       |
| 2004 |       |
| 2005 | 1.058 |
| 2006 | 1.177 |
| 2007 | 1.761 |
| 2008 | 1.714 |